# 4 mars 1917
Le dimanche 4 mars 1917 est le 63e jour de l'année 1917.

## Décès
- Adrian Ivanovitch Nepenine (né le 21 octobre 1871), dernier commandant de la Flotte impériale russe de la Baltique
- Geneviève Hennet de Goutel (née le 11 avril 1885), infirmière française